# Framura
Framura (ligur nyelven Framûa) település Olaszországban, Liguria régióban, La Spezia megyében. Lakosainak száma 577 fő (2023. január 1.). Framura Bonassola, Carrodano, Deiva Marina és Levanto községekkel határos.

## Népesség
A település lakossága az elmúlt években az alábbi módon változott:
| Lakosok száma | 655  | 653  | 577  |
|               | 2017 | 2018 | 2023 |